# Hans Kloetzli
Hans Kloetzli (* 28. Juni 1891 in Burgdorf; † 6. September 1931 in Zürich) war ein Schweizer Historiker und Journalist. Vom 1. Februar 1930 bis zu seinem Tode 1931 war er Chefredaktor der Neuen Zürcher Zeitung.

## Leben
Kloetzli besuchte das Gymnasium in Burgdorf und nahm danach ein Geschichtsstudium an der Universität Bern auf. Er studierte daneben auch Romanistik. Er absolvierte eine halbjährige Lehrerstellvertretung in Bellinzona und studierte ein Semester an der Universität Florenz. Er wurde an der Universität Bern mit der Dissertation Die Bittschriften des Berner Volkes vom Dezember des Jahres 1830. Ein Beitrag zur Geschichte der Regeneration promoviert.
Im Spätherbst 1919 trat er in die Auslandredaktion der Neuen Zürcher Zeitung (NZZ) ein. Am 1. Februar 1930 wurde er als Nachfolger des zum Bundesrat gewählten Albert Meyer Chefredaktor der Zeitung.
Sein wichtigstes Anliegen war die Aussöhnung zwischen Frankreich und Deutschland nach dem Ersten Weltkrieg, wobei er grosse Hoffnungen in den Völkerbund und die Vertreter der beiden Länder, die Friedensnobelpreisträger Aristide Briand und Gustav Stresemann, setzte. Noch kurz vor seinem Tod fuhr er nach Paris, wo er am 18. Juli 1931 den historischen Besuch des deutschen Reichskanzlers Heinrich Brüning persönlich miterleben wollte, weil er darin ein Symbol der deutsch-französischen Verständigung und des Wilsonschen Völkerbundgedankens erblickte. Mit Kloetzlis Tod verschwand die idealistische Hoffnung auf eine bessere, im Völkerbund vereinte Welt aus der NZZ. Schon Ende 1931 erschien das Jahr im Rückblick als «ein Jahr der Katastrophen, das Not, Armut, Verzweiflung auf die Häupter von Millionen Menschen gehäuft und ganze Völker an den Rand des Abgrunds gebracht hat».
Kloetzli war seit 1910 Mitglied der Singstudenten der Universität Bern und später ihr Präsident.

## Publikationen
- Die Bittschriften des Berner Volkes vom Dezember des Jahres 1830. Ein Beitrag zur Geschichte der Regeneration. Buchdruckerei Neue Zürcher Zeitung, Zürich 1922 (zugl. Diss. Univ. Zürich).

als Sonderdrucke erschienene Artikel aus der NZZ:
- Elsässische Stimmungen. 1922.
- Polnische Reise. 1922.
- Die Fünfte Völkerbundsversammlung. September/Oktober 1924 in Genf. 1924.
- Das Friedenswerk von Locarno. Eindrücke aus den Konferenztagen. Vortrag. 1925.
- Die Aufnahme Deutschlands in den Völkerbund. Berichte über die März- und Septembertagungen des Völkerbundes 1926. 1926.
- Die achte Völkerbundsversammlung, September 1927. 1927.
- Französischer Wahlkampf. 1928.
- Die neunte Völkerbundsversammlung, September 1928. 1928.
- mit H. Droz, C. Loosli: Die zehnte Völkerbundsversammlung, September 1929. 1929.
- Politische Berichte über die Elfte Völkerbundsversammlung September/Oktober 1930. 1930.

## Privates
Kloetzli war verheiratet und hatte drei Kinder. Er starb im 41. Altersjahr an einem Lungenleiden.